# Михаэль (роман)
«Михаэль. Германская судьба в дневниковых листках» (нем. Michael, подзаголовок — нем. Ein deutsches Schicksal in Tagebuchblättern) — полуавтобиографический роман, созданный пропагандистом времён нацистской Германии Йозефом Геббельсом. Опубликован в 1929 году в издательстве «Franz-Eher-Verlag» должностными лицами НСДАП вопреки желанию Геббельса.
Работа, имеющая в большей степени исторический интерес, нежели художественный, состоит из трёх частей, из которых сохранились только 1-я и 3-я.
Роман имел значительный успех, выдержав семнадцать изданий.
В 2013 году произведение было признано экстремистским и запрещено к распространению на территории России.

## Комментарий
В книге подчёркиваются социалистические идеалы, которых Геббельс придерживался в начале своей политической карьеры.
В романе автор восхваляет христианство и описывает Иисуса Христа как одного из лучших когда-либо живших людей. Делается следующий вывод: «современный человек … по своей сути является искателем Бога <…>».
Один из биографов Геббельса, Иоахим Фест (который также был биографом Гитлера), предполагает, что Михаэль, как альтер эго автора, проливает свет на душевное состояние Геббельса.